# Jamie Grant
Jamie Grant (Tilburg, 12 juli 1986) is een Nederlands actrice die bekend is van tv-series en theater.
Grant studeerde in 2011 af aan de Toneelacademie Maastricht. Ze werd al in 2009 bekend met een rol in de korte film Gewoon Hans met Hans Teeuwen, waarin zij de 17-jarige Katinka speelde. In 2011 gaf ze gestalte aan het personage Sascha in de serie In therapie.
In hetzelfde jaar vertolkte ze de rol van politieagente Esmee van Rooy gedurende het vijfde seizoen van Flikken Maastricht (TROS). Vanwege de vele reacties van kijkers besloten de schrijvers het personage Esmee terug te laten keren. In het zevende seizoen keerde Jamie Grant op 22 februari 2013 in die rol terug. In de tweede aflevering van het negende seizoen (12 september 2014) werd ze uit de serie geschreven.
Bij Theater Artemis speelde Jamie Grant eind 2011 naast onder anderen Mattias Van de Vijver in Het portret van Dorian Gray van Oscar Wilde, onder regie van Floor Huygen. Bij Theater Artemis speelde ze in 2013 ook Psyché in Bloedmooi en Zielsongelukkig van Jeroen Olyslaegers, geregisseerd door Mirjam Koen. In 2017 speelt ze ook een grote rol in de misdaadserie Klem, uitgezonden door de VARA, als Hannah, cardiologe in opleiding en vriendin van belastingdirecteur Hugo, een hoofdrol vertolkt door Barry Atsma.